# Alvaro Julio Beyra Luarca

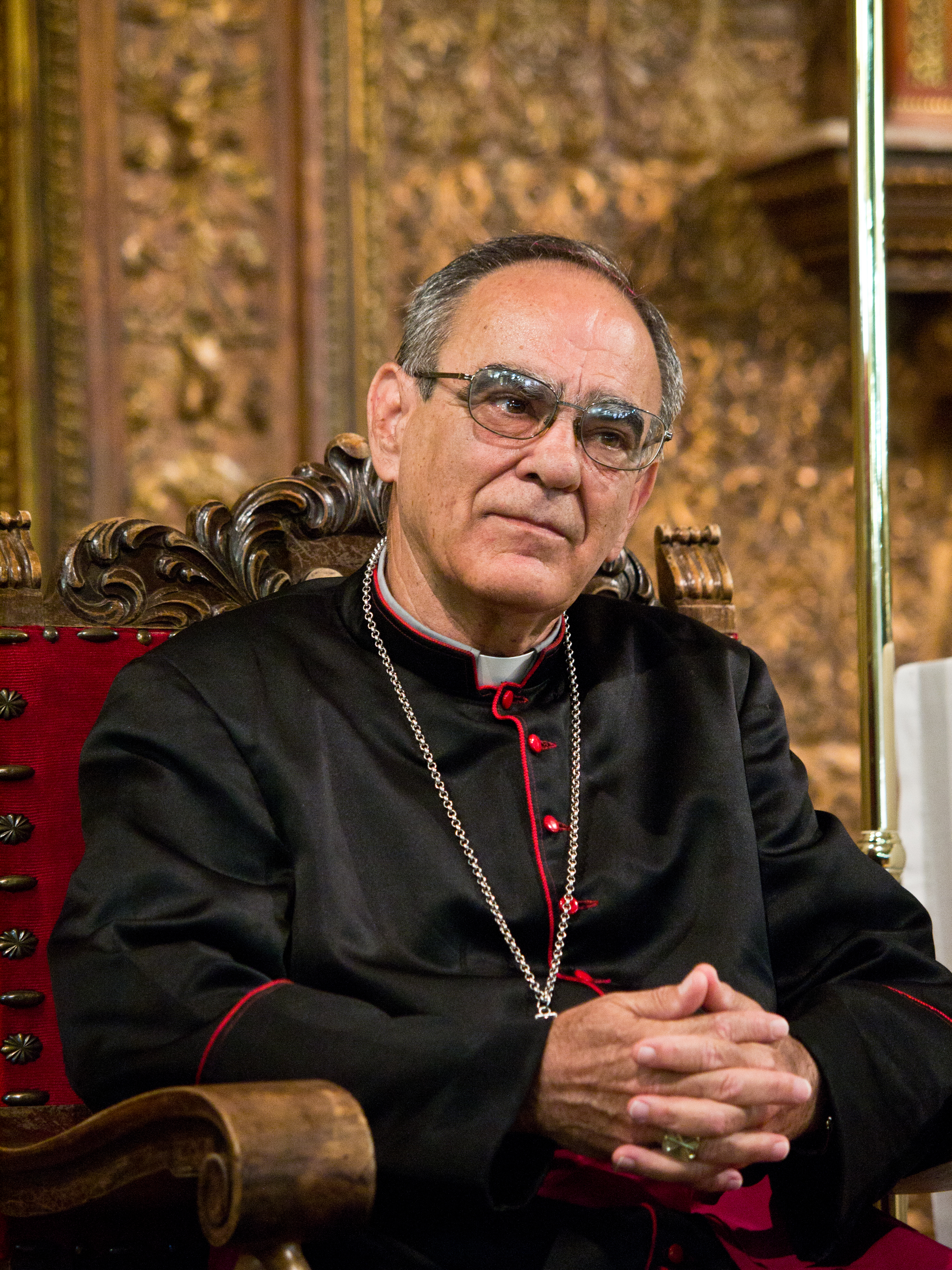
Alvaro Julio Beyra Luarca, 2011

Alvaro Julio Beyra Luarca (* 27. Mai 1945 in Camagüey) ist Bischof von Santísimo Salvador de Bayamo y Manzanillo. 

## Leben
Alvaro Julio Beyra Luarca empfing am 14. Juli 1968 die Priesterweihe.
Papst Benedikt XVI. ernannte ihn am 9. Juli 2007 zum Bischof von Santísimo Salvador de Santísimo Salvador de Bayamo y Manzanillo. Die Bischofsweihe spendete ihm der Erzbischof von Santiago de Cuba, Dionisio Guillermo García Ibáñez, am 25. August desselben Jahres; Mitkonsekratoren waren Juan García Rodríguez, Erzbischof von Camagüey, und Jaime Lucas Kardinal Ortega y Alamino, Erzbischof von San Cristóbal de la Habana.